# Pradejón
Pradejón is een gemeente in de Spaanse provincie en regio La Rioja met een oppervlakte van 31,76 km². Pradejón telt 3.919 inwoners (1 januari 2016).

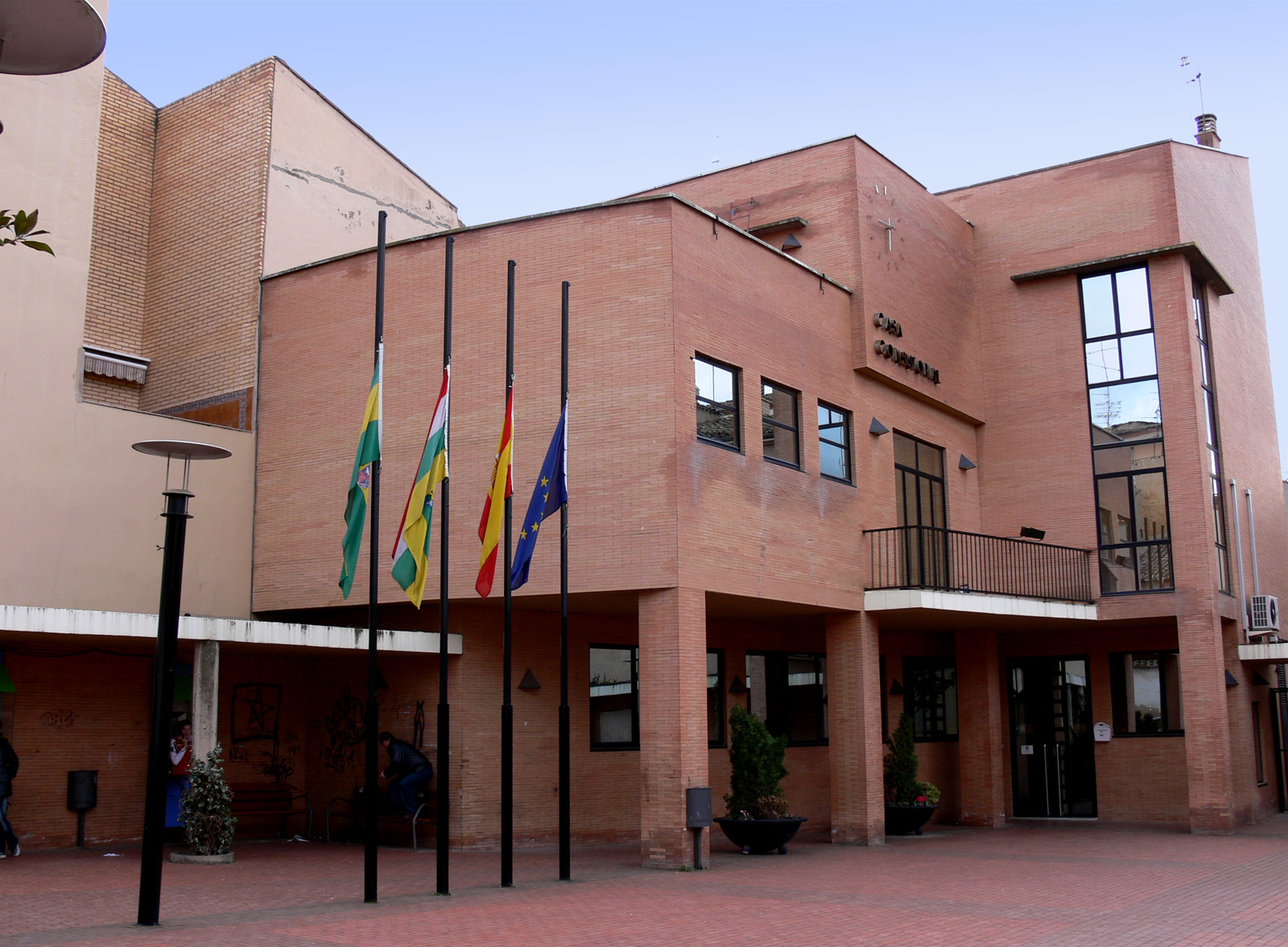
Gemeentehuis
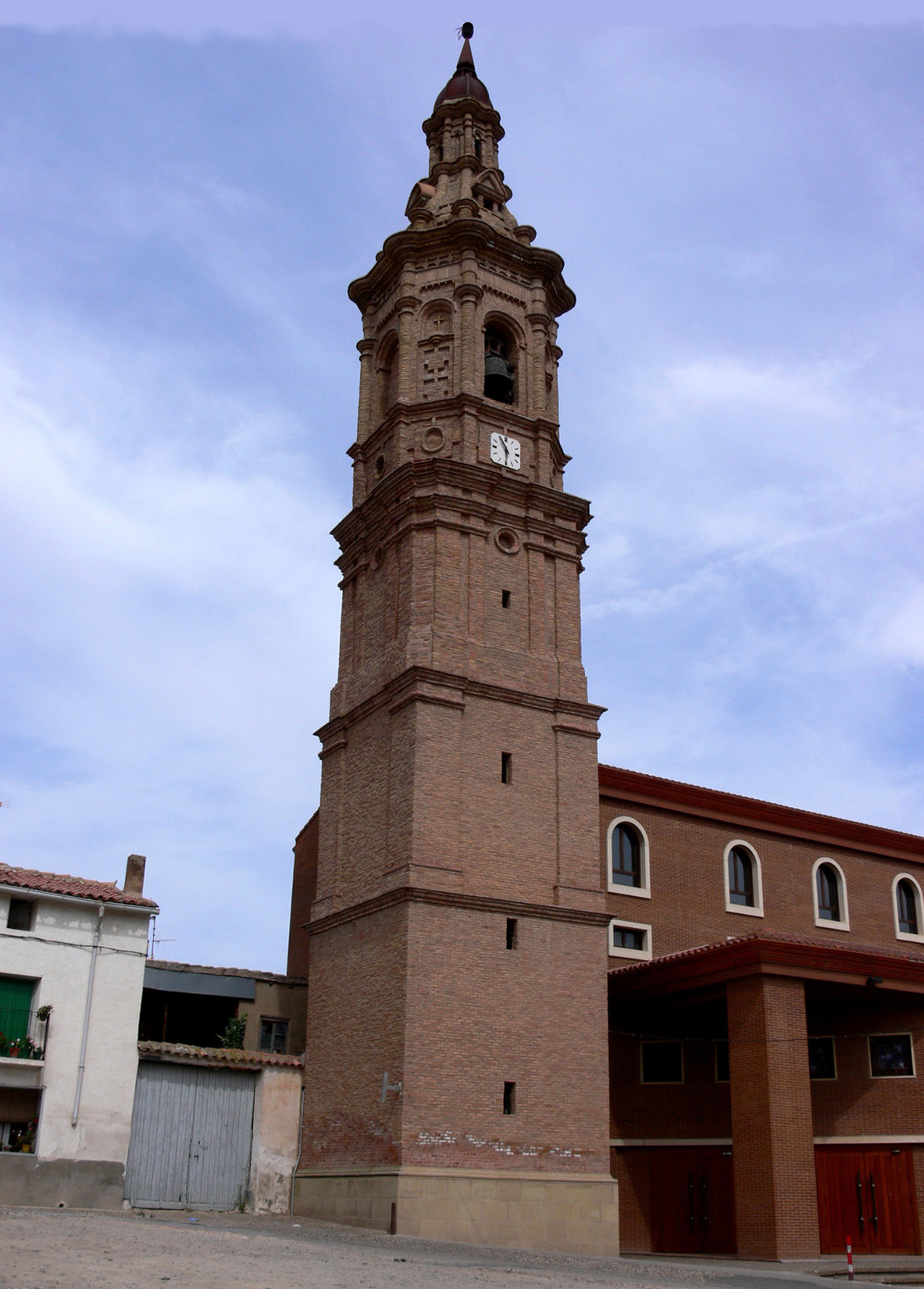
Kerk van Santa María